# گونشلی (سیاه‌زن)
گونشلی (به ترکی آذربایجانی: Güneşlı) یک منطقه مسکونی در جمهوری آذربایجان است که در شهرستان سیاه‌زن واقع شده است.